# 通舒山
11°53′35″S 75°59′1″W / 11.89306°S 75.98361°W
通舒山（Tunshu），是秘魯的山峰，位於該國中部胡寧大區，處於帕里亞卡卡山以北和圖庫馬柴山西北面，屬於安第斯山脈中帕里亞卡卡山脈的一部分，海拔高度約5,730米。